# Hauptstrasse 298
Die Hauptstrasse 298 ist eine überregionale Durchgangsstrasse in den Kantonen Aargau und Luzern in der Schweiz. Sie verbindet die Hauptstrasse 1 und die Hauptstrasse 25 im Bünztal mit der Hauptstrasse 26 im Seetal.
Die nördlichen Abschnitte der Strasse werden im Aargauer Strassennetz als Kantonsstrasse 378 bzw. Kantonsstrasse 252 bezeichnet, die südlichen Strecken sind ein Teil der luzernischen Kantonsstrasse Nr. 16, die auch «Seetalstrasse» genannt wird.

## Verlauf
Die Strasse beginnt nördlich von Villmergen im Kanton Aargau am Kreisel «Schwimmbad» im Gebiet mit dem Flurnamen Allmend. Sie führt neben dem Holzbach und dann dem Erusbach in südwestlicher Richtung durch die Ortschaft Villmergen, wo die Wohlerstrasse (Hauptstrasse 293) abzweigt. Die Strasse folgt oberhalb von Villmergen in südlicher Richtung leicht ansteigend weiter dem Tal des Erusbachs flussaufwärts. Am Berghang westlich der Strasse ist das kantonale Naturwaldreservat «Villmergen» ausgewiesen. In Hilfikon passiert die Strasse, nur durch die Bachniederung getrennt, das Schloss Hilfikon. Auf diesem Abschnitt lag früher das Bahntrasse der Wohlen-Meisterschwanden-Bahn direkt neben der Strasse; die ehemalige Bahnstrecke dient heute als Veloweg.
Das Tal südlich von Hilfikon hat eine erhebliche überregionale Bedeutung als Wildtierkorridor zwischen dem Seemlewald und dem Wagenrain im Westen und dem bewaldeten Moränenhügel Eichi und dem Lindenberg im Osten. Die für die Wanderung der Wildtierpopulationen im Bünz- und im Seetal wichtige Passage wird von der stark befahrenen Hauptstrasse 298 (Kantonsstrasse 252) und weiter im Südosten von der Strasse Sarmenstorf-Wohlen (Kantonsstrasse 364) zerschnitten.
Die Hauptstrasse führt von Hilfikon weiter durch Sarmenstorf und Fahrwangen, wo sie den Dorfbach, einen Zufluss des Hallwilersees, überquert. In Fahrwangen zweigt die Bahnhofstrasse (Hauptstrasse 292), die früher zum Endbahnhof der Wohlen-Meisterschwanden-Bahn führte, ab, und  südlich von dieser Ortschaft mündet von rechts die Hauptstrasse 291, die von Boniswil westlich des Hallwilersees kommt, in die Strasse 298. Diese führt hoch über dem östlichen Seeufer talaufwärts in das obere Seetal und überquert auf der Brücke über den Teufibach die Grenze zum Kanton Luzern. Die Teufibachbrücke entstand beim Ausbau der aargauisch-luzernischen Seetalstrasse in den 1840er Jahren.
Zwischen Fahrwangen und Aesch liegt die östliche Grenze des Landschaftsschutzgebiets «Hallwilersee» des Bundesinventars der Landschaften und Naturdenkmäler von nationaler Bedeutung (BLN) direkt neben der Hauptstrasse.
Im luzernischen Wahlkreis Hochdorf führt die Hauptstrasse 298 durch die Ortschaften Aesch, Altwis und Hitzkirch und erreicht in Gelfingen nordöstlich des Baldeggersees die Hauptstrasse 26 nach Emmen. Auch der Talboden bei Aesch, Altwis und Mosen gilt als überregional bedeutender Wildtierkorridor, um dem Grosswild die Wanderung durch das Seetal zu ermöglichen; die Passage wird jedoch beim aktuellen Zustand der Kulturlandschaft mit mehreren Strassen und einer Bahnlinie als praktisch unterbrochen bewertet.
Bei Hitzkirch steht neben der Strasse ein historischer Distanzstein mit der Inschrift «25 Kilometer von Luzern».

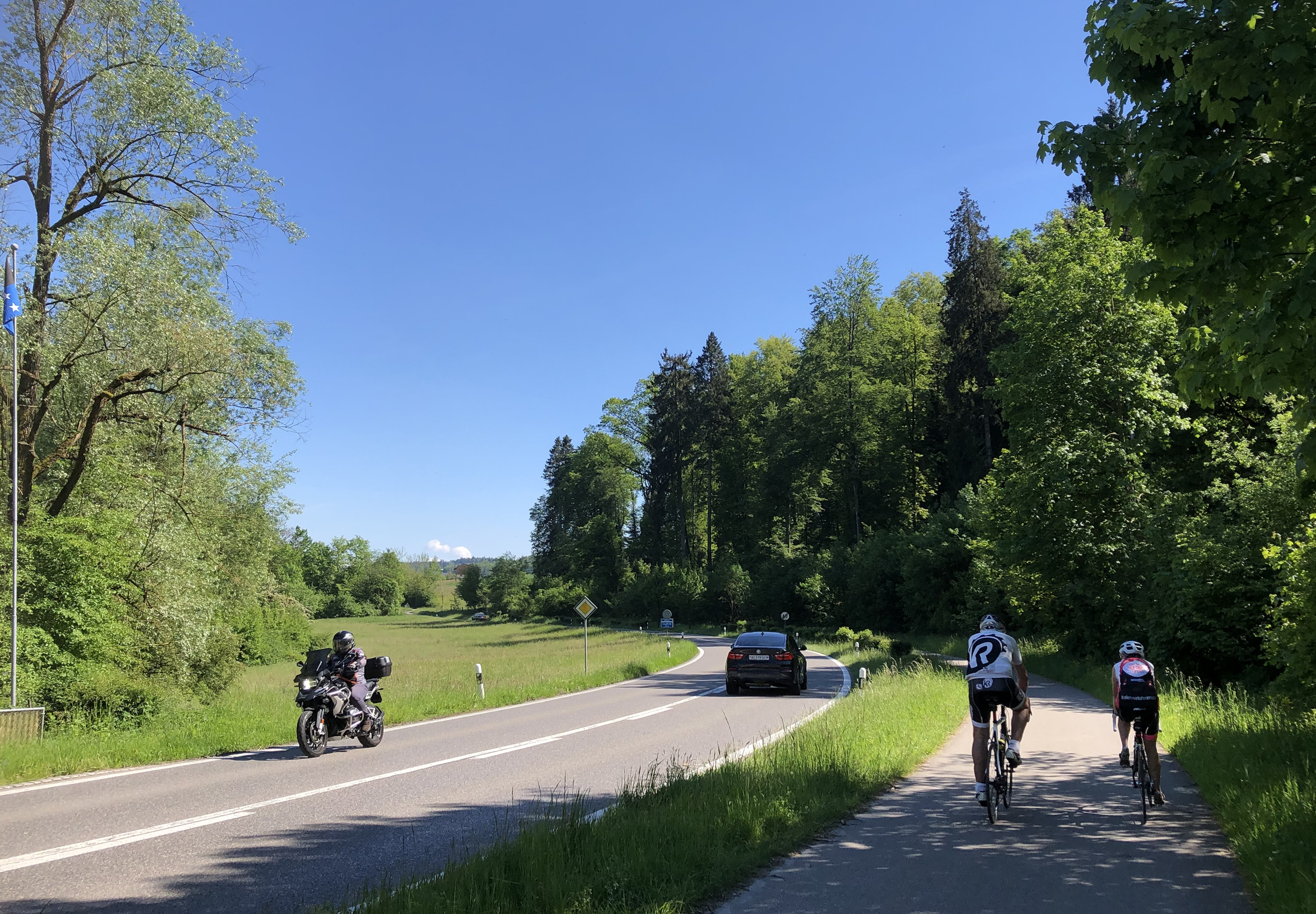
H298 bei Villmergen
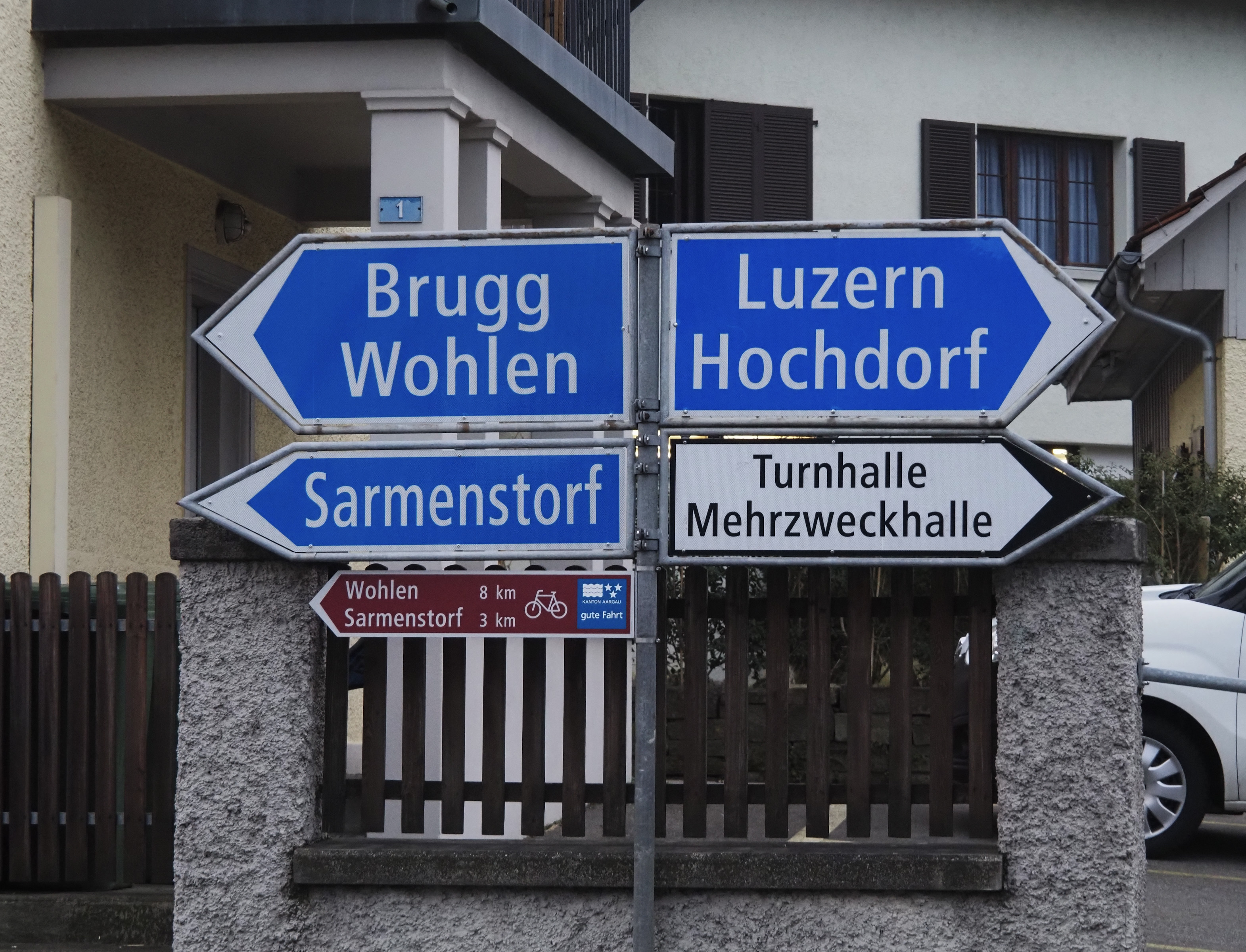
Wegweiser in Fahrwangen
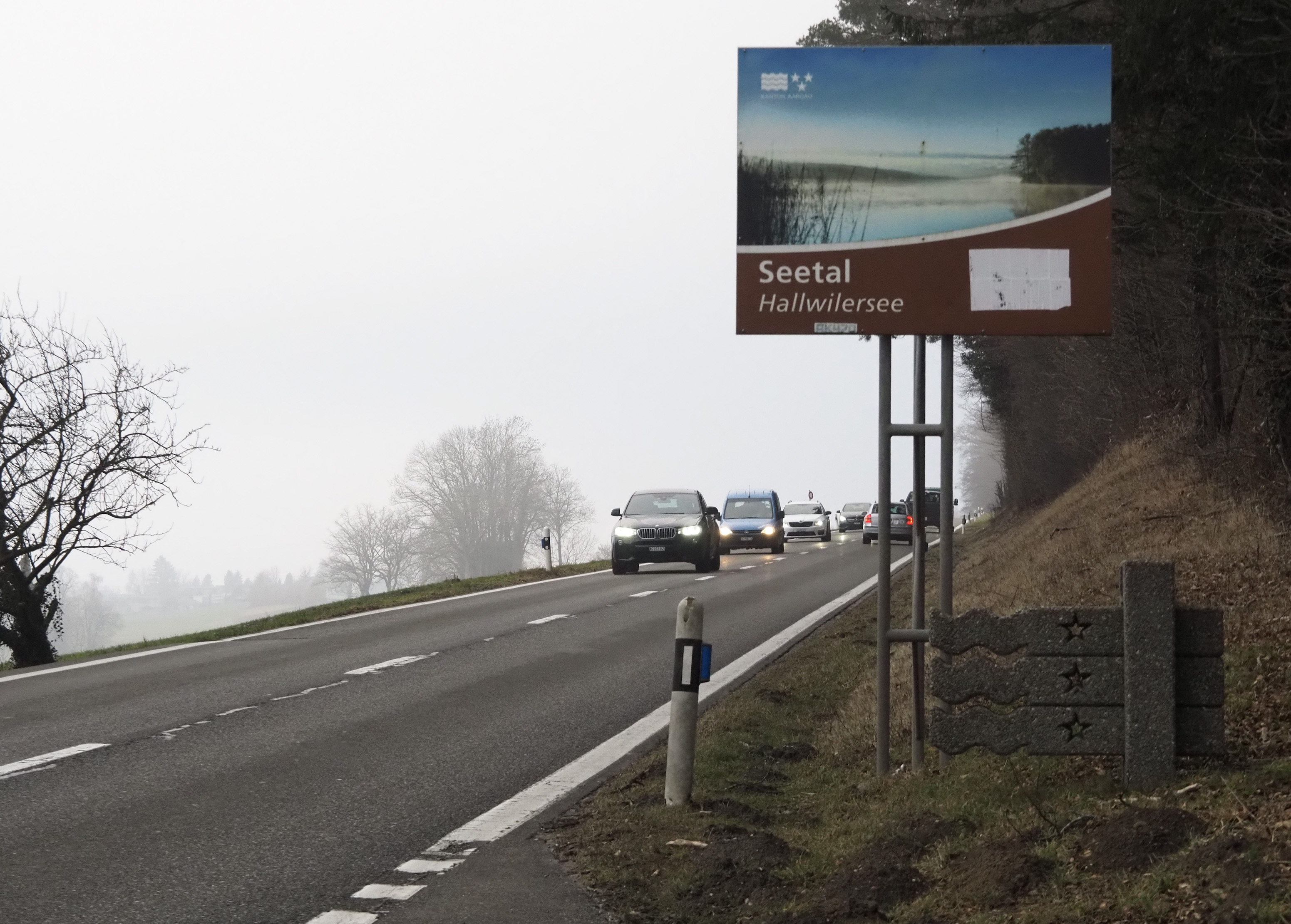
H298 an der Kantonsgrenze
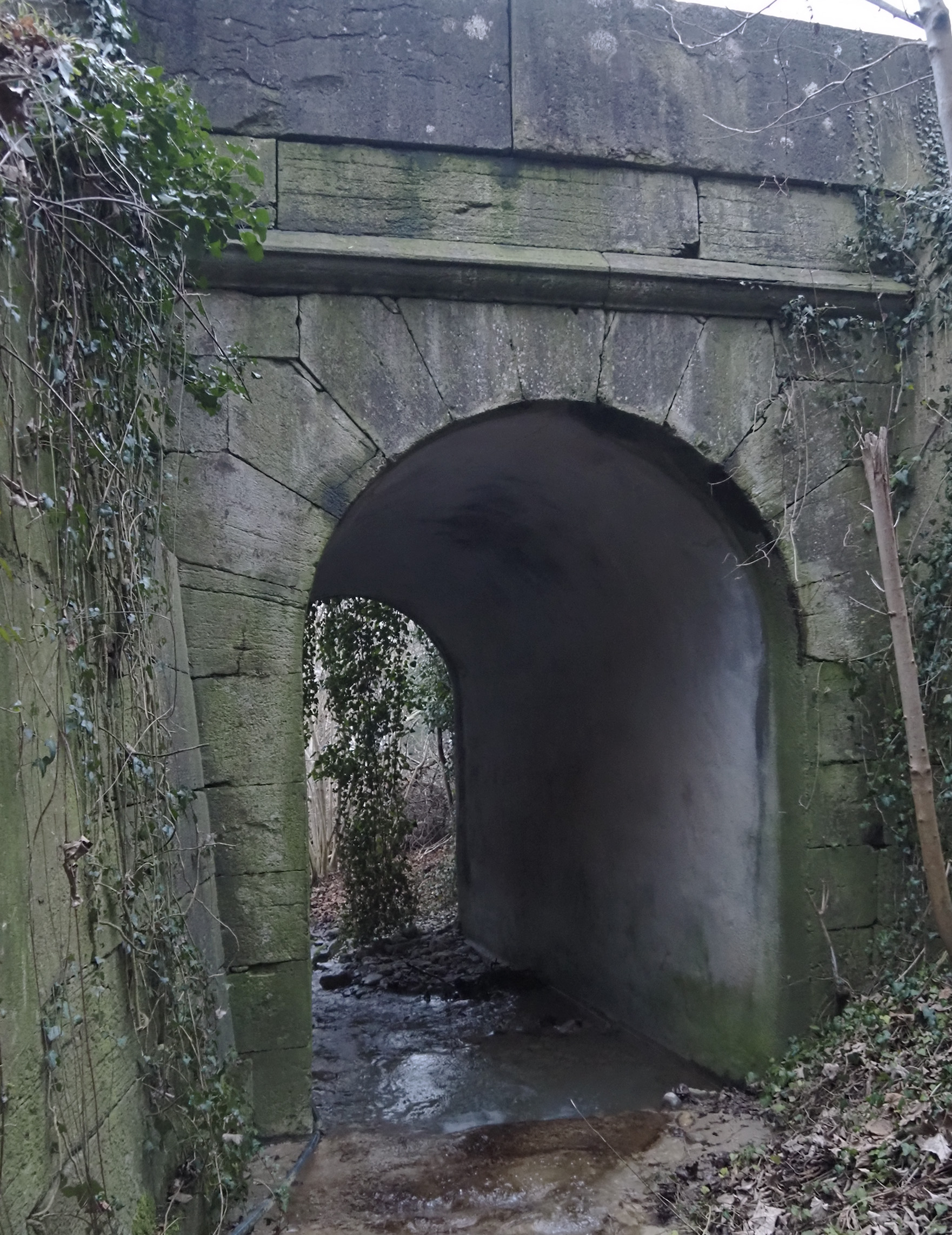
Teufibachbrücke